# Cinema expressionista alemany
El cinema expressionista alemany és el nom que se li dona a un grup de produccions cinematogràfiques amb certs aspectes en comú. Aquest estil de fer cinema té la seva correspondència amb el corrent expressionista, anomenada així pel contrast amb el corrent impressionista del segle xix en pintura, és a dir, amb aquell tipus de pintura en la qual preval l'«expressió subjectiva» sobre la representació de l'objectivitat. Aquesta pintura recorria a colors vius i ritmes lineals molt forts. Va arrelar fonamentalment a Alemanya, d'on va sorgir el moviment Die Brücke (el pont), fundat en 1905 per uns estudiants d'arquitectura.

## Context històric
L'expressionisme un corrent artístic que va aparèixer en els últims anys del segle xix i els primers del xx com una reacció enfront dels models que havien prevalgut a Europa des del renaixement, particularment en les acadèmies de Belles Arts.
Hauríem de remuntar-nos als esdeveniments ocorreguts en aquesta època per a poder comprendre el seu naixement. La història del segle XX apareix indefectiblement banyada de negativitat. El final de la Primera Guerra Mundial i el repartiment dels mercats entre les potències vencedores van deixar a Alemanya en un estat d'incertesa política i moral, agreujat per l'impacte d'una forta recessió econòmica. Alguns ho recorden com el segle més terrible de la història, altres el consideren un segle de matances i de guerres. Dumont diu que "ha estat el segle més violent de la història humana". En aquest context de negativitat sorgeix l'expressionisme, que apareix com la primera manifestació o com la primera reacció, que testimonia l'estranyament del món i la crisi que estava travessant el positivisme. Com diu Hobsbawm, amb la Primera Guerra Mundial comença l'enderrocament de la civilització occidental del segle xix, "una civilització que era capitalista des del punt de vista econòmic, liberal en la seva estructura jurídica i constitucional, burgesa per la imatge de la seva classe hegemònica característica i brillant pels avançaments aconseguits en l'àmbit de la ciència, el coneixement i l'educació, així com del progrés material i moral". I en aquest panorama l'expressionisme apareix ineluctablement com un dels primers moviments d'avantguarda que ha articulat estèticament aquest començament de crisi en l'obertura violenta del nou segle.
L'expressionisme no només va dominar a les arts plàstiques, a la música i a la literatura, sinó que també va estar present en la majoria de les produccions cinematogràfiques alemanyes d'aquesta època.
És sobre el pressupost de crítica i oposició al positivisme que es projecten moltes de les línies de força dels expressionistes. Per a aquests, la realitat era una cosa que calia experimentar des de la més profunda interioritat, i així apel·laven a vivències corporals i emocionals del món més que a la seva captació per l'ull. L'artista expressionista va tractar de representar l'experiència emocional en la seva forma més completa, sense preocupar-se de la realitat externa sinó de la seva naturalesa interna.

## Cinema expressionista
Al cinema arriba, de manera tardana i es dona en part, com a conseqüència de les mesures d'organització adoptades per les autoritats alemanyes. L'origen d'aquestes mesures pot assignar-se a dues observacions. En primer lloc, el poble alemany pren consciència sobre la influència exercida pels films anti-alemanys dels països estrangers. En segon lloc, reconeixen la insuficiència de producció local i per a satisfer aquesta demanda, produccions de qualitat inferior, en relació als països estrangers, inunden el mercat.
Conscients d'aquesta perillosa situació, les autoritats alemanyes van intervenir de manera directa en la producció cinematogràfica. En 1916, el govern, amb el suport d'associacions que promovien objectius culturals, polítics i econòmics, va fundar la Deulig (Deutsehe Liehtspiel Gesellsehaft), companyia cinematogràfica que, per mitjà de films documentals apropiats, hauria de dedicar-se a la publicitat del país, tant a l'estranger com en la mateixa Alemanya.
Al començament de 1917, va seguir la fundació Bild und Filmamt; fundada com un simple organisme governamental, proveïa a les tropes, en els fronts de batalla, amb sales de projecció, i es feia també càrrec de la tasca de proveir els documentals que registraven les activitats militars.
El nombre de companyies es va elevar de tan sols 28 en 1913 a 245 en 1919, uns anys en què es va consolidar una potent indústria.
Això no va ser suficient. Després de l'entrada dels Estats Units a la guerra, les pel·lícules d'aquest país es van expandir per tot el món, inculcant amb força incompatible l'odi a Alemanya, tant en els neutrals, com en els enemics. Els dirigents alemanys van arribar a la conclusió que només una enorme organització podria contraatacar aquesta campanya. El gerenal Ludendorff va prendre la iniciativa, recomanant la unió de les principals companyies cinematogràfiques perquè les seves energies, abans disseminades, poguessin canalitzar-se en pro de l'interès nacional. Els seus suggeriments van ser ordres. Mitjançant una resolució de l'Alt Comandament Alemany de novembre de 1917, en contacte estret amb prominents financers, industrials i armadors, la Messter Film, la Union de Davidson i les companyies controlades per la Nordisk –amb el suport d'un grup de bancs– es van fondre en una nova empresa: Ufa (Universum Film A. G.).
La comesa oficial de la Ufa era fer propaganda en favor d'Alemanya, d'acord amb les directrius governamentals. Aquesta organització va servir de trampolí per a l'èxit en sòl germà de cineastes alemanys com Ernst Lubitsch, Fritz Lang, Robert Wiene, Friedrich Murnau, entre d'altres, dels quals alguns van formar part del moviment expressionista que guardava gran relació en estètica i temàtica amb l'obra gràfica i pictòrica proposta pels seus fundadors abans i després de la guerra, fet que va deixar en la fallida a Alemanya, i que va influir en els expressionistes, els qui exterioritzaven les seves emocions i psicologia, a més de distorsionar la realitat i mostrar simbolismes per a agregar-li més profunditat a les pel·lícules.
“El cinema de postguerra va semblar insistir a accentuar el seu caràcter enigmàtic, macabre, sinistre, mòrbid. Reflecteix el procés de replegament «en la profunditat de l'ànima» que va dur a terme la població durant aquest període d'incertesa”, diu Sigfried Kracauer, especialista en el període alemany.
Els orígens d'aquest moviment cinematogràfic, que va tenir el seu millor moment en la dècada dels anys 20, es remunten a principis del segle xx, quan va sorgir l'expressionisme com un reflex de la realitat. Alguns directors van assimilar les teories i propostes d'aquest fenomen artístic. Un dels films precursors va ser El gabinet del doctor Caligari, pel·lícula inspirada en una sèrie d'esdeveniments que van tenir lloc a Hamburg, Alemanya. Narrava els escruixidors crims que cometia Cesare, sota les ordres hipnòtiques del doctor Caligari, que recorria les fires de les ciutats alemanyes exhibint al seu somnàmbul. La idea dels guionistes era la de denunciar l'actuació de l'Estat alemany durant la guerra.
Però Robert Wiene, que serà qui la dirigeixi, afegirà dues noves escenes al guió, una al principi i una altra al final, que canviaran tot el sentit de la història, perquè es converteix en el relat imaginari d'un boig que creu veure en el director de l'hospital psiquiàtric en el qual es troba al terrible doctor Caligari.
El principal atractiu de la pel·lícula resideix en la seva anormalitat escenogràfica, amb xemeneies obliqües, reminiscències cubistes i finestres amb forma de fletxa, tot això amb una funció merament dramàtica i psicològica, i no com una cosa decorativa. És cert que l'atzar contribuirà a realçar aquest dramatisme, ja que, a causa de la limitació de la il·luminació en l'estudi on es va rodar, es va decidir pintar els decorats amb llums i ombres.
Una altra característica a destacar serà el maquillatge dels actors i la seva interpretació. El gabinet del doctor Caligari obtindrà un gran èxit. Serà, al costat del personatge de Charlot, el primer gran mite de la història del cinema. Els crítics francesos van encunyar la paraula caligarisme per a designar les pel·lícules alemanyes de la nova estètica. Wiene dirigirà diverses obres més en els següents anys, però mai aconseguirà l'èxit ni la qualitat artística de Caligari. Amb l'arribada dels nazis al poder, decideix exiliar-se i mor a París en 1938.
L'expressionisme evolucionarà amb un nou corrent substituint les teles pintades pels decorats, donant pas a una il·luminació més complexa com a mitjà expressiu. Això dona origen a un nou corrent que es coneixerà com a Kammerspielfilm o Teatre de cambra, que posseeix el seu origen en les experiències realistes del teatre de cambra de Max Reinhardt, famós director teatral de l'època.
Aquesta proposta va ser impulsada, en gran manera, per la labor del guionista Carl Mayer, els drames del qual resultaven a vegades simplistes i una mica teatrals. Altres directors importants es van sentir atrets per aquest corrent, el qual va aportar al cinema alemany algunes de les seves més grans obres cinematogràfiques.
L'estètica de la Kammerspielfilm abandona els temes fantàstics i els decorats expressionistes, per a intentar una aproximació al drama quotidià d'uns personatges senzills, extrets de la vida real, immersos en un espai reduït, el modest habitatge, que, sense més atributs, adquireix aquí un caràcter claustrofòbic. Es basa en un respecte, encara que no total, de les unitats de temps, lloc i acció, en una gran linealitat i simplicitat argumental, que fa innecessària la inserció de rètols explicatius, i en la sobrietat interpretativa. La simplicitat dramàtica i el respecte a les unitats permeten crear unes atmosferes tancades i opressives, en les quals es mouran els protagonistes.

## Els tres moviments expressionistes
El cinema expressionista alemany va desenvolupar tres tipus de moviments o corrents ben diferenciats que van suposar tres maneres diferents d'enfocar el muntatge, la narració d'històries i la manera de reflectir la realitat.

### Model hermètic metafòric
El paradigma d'aquest primer model és el film El gabinet del doctor Caligari (1919), de R. Wiene, que permet entre perfectament les característiques pròpies dun cinema en el qual hi destacaven els plans tancats, suggerents i enormement teatrals.
El model hermètic metafòric reivindica que el cinema pot ser l'expressió dels malsons d'una determinada societat, convertint cada imatge en una metàfora de tot el que podia arribar a passar-li a l'Alemanya del moment. El plantejament és, doncs, molt proper a la poesia, i desprén una necessitat d'interpretació d'un missatge darrere el qual hi ha una referència oberta. Aquest missatge, elaborat a partir d'elements significatius, constribueix a que l'espectador hi jugui un paper fonamental: és el públic qui, mitjançant la interpretació i la suggerència dels elements poètics, ha de descodificar el missatge ocult entre les imatges. El que es pretén amb tot això és causar un impacte en tot aquell qui visualitzi el film, aconseguint commoure i generar sentiments i sensacions.
El fet que aquest model s'anomeni, a més de metafòric, hermètic, és degut al tipus de pla pel qual es caracteritza, que sol ser tot tancat, de manera que els elements que resulten significatius romanen a l'interior del pla, descartant així qualsevol possibilitat de noció de fora de camp.
Formalment, el model hermètic metafòric presenta forts constrats entre llums i ombres, exagera els rostres dels actors i actrius i mostra imatges centrípetes en les quals l'ull se centra en un sol punt de la pantalla, fixant així tota la seva atenció en un element concret.
El tipus de pel·lícules pertanyents a aquest model solen presentar retrats deformats de determinats aspectes a partir de la teatralitat i l'ús primitiu del cinema mitjançant plans molt generals i estàtics.

### Model analític constructiu
El model analític constructiu representa una visió més avantguardista de l'expressionisme alemany. La gran pel·lícula que el representa és Berlin, sinfonia d'una gran ciutat (Berlin: Die Sinfonie der Großstadt), de Walther Ruttman, que serveix a més com a gran representació de l'avantguardisme.
Els trets propis d'aquest model són la voluntat que les imatges gravades aportin una història sense que hi hagi la necessitat de crear-la prèviament. Es busca que la realitat que s'està vivint en el moment sigui qui creï narracions fascinants que commoguin l'espectador. Mitjançant el muntatge d'aquestes imatges es pretén causar un fort impacte i alhora mostrar les pors i la realitat de l'Alemanya de l'època mentre es duu a terme una anàlisi exhaustiva de la societat.
El model analític constructiu es podria resumir, doncs, com una desconstrucció de la realitat que dona lloc a que aquesta sigui novament construïda a través del muntatge i permeti deixar enrere les històries tradicionals i repetitives per donar pas a un nou tipus de narracions.

### Model narratiu transparent
Aquest darrer model de narració és perfectament representat a partir del film Metropolis, de Fritz Lang, i es caractertiza pel desenvolupament d'històries tradicionals i la inserció de debats clàssics en els quals la versemblança ocupa un paper fonamental.
Diem que el model és narratiu perquè el seu objectiu més important és el de complir amb tots els requisits necessaris per a la comprensió de tot allò que està passant a cada moment sense que hi hagi cap mena de trava o dificultat per a l'espectador. Així, es pretén que l'acció sempre quedi clara i que el públic no hagi de realitzar cap mena d'esforç per tal d'entendre l'acció que s'està duent a terme, com passa al model hermétic metafòric. La transparència hi té un paper fonamental, atès que resulta imprescindible que no es noti la presència de cap mena de director darrere els films per tal que aquests esdevinguin més realistes. En conseqüència, l'actuació dels actors sovint no és forçada, sinó que resulta enormement realista. És cer, però, que hi ha pel·lícules en les quals en determinats moments hi apreciem un toc d'exageració o teatralització en l'interpretació, tot i que en aquest model això succeeix en rares ocasions. Al model narratiu transparent, doncs, el muntatge genera una narració de gran pes que a partir de les imatges avança sola sense dificultats.

## Directors de l'expressionisme alemany
La trajectòria d'aquest corrent apareix dominada principalment per tres realitzadors: Friedrich Wilhelm Murnau, Fritz Lang i Georg Wilhelm Pabst.

### Frederich Wilhelm Murnau
Friedrich Wilhelm Murnau va fundar la seva pròpia productora en 1919, començant a dirigir pel·lícules en les quals tractarà d'expressar la seva subjectivitat amb el màxim respecte per les formes reals del món. Nosferatu, eine Symphonie des Grauens (1922) és un exemple, es tracta d'una pel·lícula que explicaencarregar-se serà una de les seves obres mmitjançant la descodificació del missatge ocult. Així, tots els elements tenen un significat que ha de ser descobert i que dona lloc a suggerències i rodar-la, recorrerà a escenaris naturals, enfrontant-se a la preferència expressionista de filmar les escenes en estudi. Amb la introducció d'elements reals en una història fantàstica, aconsegueix potenciar la seva veracitat. A més, farà ús de l'accelerat i del ralentit, i de la pel·lícula negativa per a diferenciar el pas del món real al ultrarreal.
Després de Nosferatu, eine Symphonie des Grauens, dirigirà Der Letzte Mann, la història del porter d'un luxós hotel que és traslladat de lloc de treball degut a la seva edat. L'home no es conforma amb la pèrdua del seu uniforme i el roba cada dia per a tornar amb ell a la seva casa, fins que és descobert. L'obra suposa la transició clara de l'expressionisme al realisme social, encara que està narrada en un llenguatge plàstic ple de prototips expressionistes. Per a donar agilitat al relat, Murnau i el seu operador, Karl Freund, utilitzaran una càmera molt dinàmica, lligada al pit d'aquest últim, per a realitzar travellings subjectius circulars, i imitaran els moviments d'una grua, situant la càmera en l'extrem d'una escala d'incendis.
Murnau realitzarà diverses obres més, sempre amb una gran qualitat tècnica, en anys successius, com les adaptacions de Fausto i del Tartufo de Molière, per a acabar acceptant un temptador contracte a Hollywood, on guanyarà un Óscar i morirà en un accident de trànsit en 1931.

### Fritz Lang
Juntament amb Murnau, l'austríac Fritz Lang és un altre mestre de l'escola expressionista. La pel·lícula més antiga que es conserva de la seva llarga trajectòria és Die Spinnen de 1919, però aconsegueix l'èxit i el reconeixement amb Der müde Tod ("La mort cansada" o "Les tres llums"), en 1921, que narra la lluita entre l'amor i la mort. Aquesta obra causarà un impacte molt important, i serà la que decideixi la vocació del director espanyol Luis Buñuel. A la seva següent obra, Els nibelungs, tindrà ocasió de poder demostrar tota la seva maduresa. Aquesta exaltació ària, en la qual els huns són presentats com a éssers de raça inferior, sembla premonitòria dels temps que venen.
Metropolis, 1927, serà la seva obra definitiva. En ella, jugarà amb espais, volums i clarobscurs. En Metropolis, Lang aconseguirà imatges que passaran a la història del cinema i que l'espectador no podrà oblidar: el seu opressiu món subterrani, el relleu de torn dels obrers, la inundació, el pànic a la ciutat, etc. Metropolis representarà l'apogeu de l'expressionisme d'ordre arquitectònic, com Caligari ho va ser en el pictòric.
En 1933, Lang realitzarà El testament del Dr. Mabuse, pel·lícula prohibida a l'Alemanya de l'època. Una mica més tard fugirà als Estats Units on prosseguirà amb la seva obra i morirà en 1976.

### Georg Wilhelm Pabst
L'últim gran realitzador de l'estètica expressionista alemanya va ser Georg Wilhelm Pabst. Després de debutar com a actor teatral, va fundar la seva pròpia productora cinematogràfica, en la qual va realitzar en 1923 la seva primera pel·lícula, una obra menor anomenada Der Schat. Tot i així no es va donar a conèixer fins dos anys més tard, amb la pel·lícula Sota la màscara del plaer, un drama de misèria, interpretat per Greta Garbo, situat en un fet històric i real. D'estil purament realista, aquesta obra es va rodar completament en estudi, la qual cosa fa que perdi part de la seva força per la falsedat dels seus decorats, però el seu mèrit resideix en presentar per primera vegada la situació de la burgesia alemanya després de la guerra, arruïnada i en crisi.
Pabst va ser el primer cineasta que incorpora la psicoanàlisi en una de les seves pel·lícules, ajudat per dos deixebles de Sigmund Freud, realitzant un estudi sobre la impotència en 1926. Les seves següents obres van abordar els problemes de la psicologia femenina en una trilogia: Abwege, Die Büchse der Pandora i Tres pàgines d'un diari, on per mitjà de la vida de les seves protagonistes femenines va realitzar una crítica amarga de l'Alemanya de la seva època. Aquests van ser els dos motors que van moure l'obra de Pabst: els sentiments i la realitat social del seu país.
Pabst va encarrilar el cinema alemany per la senda del realisme social, i, a la trilogia femenina, van seguir pel·lícules més compromeses social i políticament, que van ser prohibides en 1933 després de l'ascens al poder del nacionalsocialisme. Va fugir a França, on va seguir amb la seva obra, per a tornar al seu país, on va filmar en la dècada dels anys 50 un al·legat contra el nazisme. Va morir a Viena en 1967.